# Hecamedoides nigripennis
Hecamedoides nigripennis är en tvåvingeart som beskrevs av Ichiro Miyagi 1977. Hecamedoides nigripennis ingår i släktet Hecamedoides och familjen vattenflugor. Inga underarter finns listade i Catalogue of Life.